# Abilmambet Khan
Abilmambet Khan o Abu l-Makhmet Khan (segle xviii) fou kan de part de la Gran Horda Kazakh i de l'Horda Mitjana Kazakh.
Era fill de Bulat Khan al que hauria succeït vers el 1729 quan ja l'Horda havia perdut la seva capital Turkestan davant els jungars o sungars. Levchine diu que a la mort de Semeke Khan (Shemiaka Khan) de l'Horda Mitjana Kazakh, que hauria estat en data incerta posterior al 1733 (quan Semeke Khan va retre homenatge a l'emperadriu russa) fou també escollit per governar aquesta horda. El 1737 quan Tatischef fou nomenat governador d'Orenburg en substitució de Kirilof, Abilmambet ja governava i fou cridat a Orenburg però no va obeir i no hi va anar al·legant (agost del 1738) que vivia molt lluny del riu Irtix i que hi aniria la següent primavera per jurar lleialtat. No va arribar a produir-se aquest fet, ja que Tatischef fou cridat a l'inici del 1739 i el va substituir el príncep Urussof.
Llavors va esclatar un conflicte entre Abilmambet i Abu l-Khayr Khan de l'Horda Petita Kazakh que per la seva condició de generalíssim pretenia exercir una hegemonia sobre les altres dues hordes. El 1740 Abu l-Makhmet Khan acompanyat del príncep Ablai (Abylai) Sultan i altres caps i notables, i de gent del poble de l'Horda Mitjana, va arribar a Orenburg i es va entrevistar amb el príncep Urussof del que va rebre considerables honors. Va presentar cartes de submissió, llegides per un intèrpret i van fer la cerimònia del jurament sobre l'alcorà amb l'afegit de tamghas i segells. L'endemà es va comprometre a protegir a les caravanes russes i a restaurar les coses que havien estat saquejades en l'assalt d'alguna caravana; a més s'obligava a ajustar la pau amb els calmucs del riu Volga. Es diu que al mateix temps era a Orenburg el kan de l'Horda Petita Kazakh, Abu l-Khayr Khan i els seus dos fills Nurali i Erali, però els dos grups kazakhs no es van trobar; es diu que Abu l-Khayr de fet va marxar de pressa i corrent per temor a ser empresonat a petició d'Abu l-Makhmet.
El 1741 Karasakal (Barba-negra), el cap dels baixkirs, es va refugiar amb els kazakhs i va dirigir una banda de saquejadors kazakhs (no se sap de quina horda) contra els sungars, que en revenja van perseguir a la banda, assolant els campaments kazakhs que van trobar pel camí. Es van aturar finalment a causa d'un missatge del príncep Urussof que ordenava mantenir la pau entre calmucs i "russos" i si tenien alguna queixa l'havien de fer a Sant Petersburg i no agafar la justícia per la seva mà. El calmucs van al·legar que ignoraven que els kazakhs foren subjectes russos.
Abilmambet Khan va demanar poder construir una fortalesa en el seu territori. En els mesos següents els kazakhs van seguir atacant territori jungar i el 1741 el kan jungar Galdan Chereng (1727-1745) va enviar dos exèrcits, un contra l'Horda Mitjana i Gran i un altre contra la Petita. En les lluites Abylai Sultan, un dels prínceps kazakhs, fou fet presoner. El 1742 el major rus Müller fou despatxat al territori jungar per negociar el seu alliberament amb Galdan Chereng. Abu l-Makhmet va haver d'enviar una ambaixada a Galdan per demanar disculpes i entregar al seu propi fill com a ostatge i Rússia va protestar per aquestes relacions dels kazakhs i els calmucs sense intervenció dels russos, i també en desacord amb el sistema dels ostatges oferint restringir els atacs kazakhs; però els calmucs, que coneixien als seus veïns, van insistir i només acceptaven ostatges en garantia. Els russos finalment es van limitar a aconsellar a Abilmambet Khan que controlés a la seva gent.
Mentre Abu l-Khayr que estava de camí a Orenburg, es va assabentar que els russos el volien detenir i va retornar a les seves terres però va fer el jurament a l'emperadriu russa a través de l'interpret Urazlin, enviat per l'ocasió. També es va prendre nou jurament a Abilmambet Khan que governava sobre l'Horda Gran i la Mitjana; però una part d'aquesta darrera obeïa a Borrak o Burruk Khan, fill de Tursun Khan (antic kan kazakh a Taixkent), que també va fer el jurament al mateix temps (1743). L'enviament dels regals tradicionals va causar un conflicte diplomàtic quan Borrak o Burruk Khan va protestar perquè els havia portat un missatger en lloc d'un enviat com a Abilmambet, i per aquesta causa va retornar el sabre i altres objectes enviats. El 1744 Abylai Sultan fou alliberat pels jungars després de les laborioses gestions de Müller.
Encara el 1744 els jungars van fer una demostració cap a la frontera russa a Sibèria i Abu l-Makhmet i el seu poble es van desplaçar cap a la ciutat de Turquestan, i el kan kazakh va fer aliança amb Galdan Chereng, que tenia al seu fill com a ostatge i que esperava que li cediria la ciutat. Burruk Sultan per la seva banda també va entregar un fill com a ostatge a Galdan i va intrigar per obtenir el suport dels notables de l'Horda Mitjana que obeïen a Abilmambet. Però l'expedició dels jungars no va tenir continuïtat i la guerra amb els russos no va arribar a esclatar; els jungars es van retirar altre cop al seu territori.
El 1745 tornen a ser esmentats els dos kans Abilmambet i Burruk fent el jurament de lleialtat a Rússia. Emn aquest any una ràtzia dels jungars a terra kazakh va suposar la captura de molts cavalls. Aquell mateix any Galdang Chereng va morir i el va succeir Tsevan Dorji (1745-1750).
El 1748 Abu l-Khayr Khan de l'Horda Petita fou derrotat i mort per Burruk i més tard aquest va saquejar la terra dels karakalpaks que eren subjectes russos; per temor a la venjança d'aquests es va retirar cap a l'est i va ocupar les ciutats d'Ikan, Otrar i Sighnak, i en aquesta va establir el seu campament però el 1749 fou enverinat allí junt amb els seus dos fill mentre vivien a casa d'un cap religiós. aquest crim fou segurament obra dels jungars però a petició de Nurali Khan, el fill d'Abu l-Khayr Khan. En aquest temps la major part dels caps kazakhs de l'Horda Mitjana ja havien entregat ostatges als jungars que començaven a considerar a l'Horda com una dependència.
Abilmambet Khan es va retirar a Turkestan i va governar sobre la Gran Horda i alguns clans de l'Horda Mitjana fins a la seva mort que podria ser el 1771. La seva autoritat sobre l'Horda Mitjana es va virtualment esvair entre 1742 i 1748 on progressivament Abylai Sultan (després Abylai Khan o Ablai Khan) va anar imposant el seu poder.